# Delphine Roumieux
Pour les articles homonymes, voir Roumieux.
Delphine Roumieux (Nîmes, 24 août 1830 - Nîmes, 19 septembre 1911) est une poète française.
Félibresse, elle écrivait en langue d'oc.

## Biographie
Née Delphine (Dóufino) Ribière, elle épousa Louis Roumieux en 1850. Ils auront deux filles, Naïs (ou Anaïs,) et Mirèio (Mireille), une des filleules de Frédéric Mistral, ; et deux fils : Léon et Jeannot.
En 1877 elle obtient une médaille d'argent aux Jeux floraux de la ville d'Apt, ex æquo avec Lazarine Daniel, pour un poème en l'honneur de Sainte-Anne. La même année Louis Roumieux réalisa une anthologie de sonnets vint sounet provençau tira de l´Almanach du sonnet (Aix-en-Provence) dont les auteurs sont sa femme, Léontine Goirand, Mistral, Aubanel, Arnavielle, Faure... et lui-même.

## Œuvres
Parus dans l'Armana provençau, en ligne sur Gallica
- Li dous nistoun Armana provençau 1871
- Mi flour Armana provençau 1875
- La miéu Mirèio Armana provençau 1873
- Lo Plang d´uno maire Armana provençau, 1873